# Riviera Palace (Nice)
Het Riviera Palace Hotel in Nice is in 1893 door de Compagnie Internationale des Wagons-Lits (CIWL) geopend om toersiten uit het luxe marktsegment onderdak te bieden. In 1894 is het hotel ondergebracht in CIWL-dochter Compagnie Internationale des Grands Hôtels (CIGH). In 1911 heeft de CIGH de exploitatie gestaakt. 